# Neophrynichthys latus
Neophrynichthys latus är en fiskart som först beskrevs av Hutton, 1875.  Neophrynichthys latus ingår i släktet Neophrynichthys och familjen paddulkar. Inga underarter finns listade i Catalogue of Life.